# 民間心理學
在心智哲学和认知科学中，民俗心理学或常识心理学，是人类解释和预测他人行为和心理状态的一种能力。 
传统上，民间心理学研究的重点是日常生活中的人--没有受过各种科学学术领域的正式训练的人--如何进行心理状态的归属。这一领域主要集中在反映个人信仰和欲望的意向性状态上；每一种状态都用日常语言和概念来描述，如 "信仰"、"欲望"、"恐惧 "和 "希望"。 
取消主义主張民间心理学是错误的，应予以拋棄。

## 主要的民俗概念

### 意向性
在认知、解释或批评人类行为时，人们会区分有意行为和无意行为。在人際互動中，对某一行动的反應是來自於自身如何評斷該行為(例如有意或偶然)。例如，一句批评性的话语，如果被信息接受者判断为是有意的，则會被视为一種侮辱。反之，如果被认为是无意的，同样的话语可能会被原諒和宽恕。 
上述概念在法律制度中被用于区分殺人和過失傷害致死。在一些体育项目中，它还被用来区分故意和非故意行为，在这些项目中，故意犯規行為往往會比非故意行為得到更嚴厲的處罰。     
欲望体现了个人所追求的结果，包括那些不可能实现的结果。欲望和意图之间的主要区别在于，欲望可以是纯粹的假设，而意图则具体说明了个人正在实际努力实现的结果。
就信念而言，与意图相关的有几种类型：结果信念和能力信念。结果信念是指对某一行动是否能实现意图的信念，如 "购买一块新手表会给我的朋友留下深刻印象"。能力包括行为人对自己执行某项行动的能力的信念，如 "我真的买得起这块新表"。 